# 翟泰丰
翟泰丰（1933年5月—2020年10月4日），笔名羽家，男，河北唐山人，中华人民共和国政治人物，中国共产党中央委员会宣传部原副部长，中国作家协会原党组书记、副主席。